# Psittacanthus nudus
Psittacanthus nudus är en tvåhjärtbladig växtart som först beskrevs av Juan Ignacio Molina, och fick sitt nu gällande namn av J. Kuijt & S. Feuer. Psittacanthus nudus ingår i släktet Psittacanthus och familjen Loranthaceae. Inga underarter finns listade i Catalogue of Life.